# Courtney Thorne-Smith
Courtney Thorne-Smith (São Francisco, 8 de novembro de 1967) é uma atriz estadunidense, mais conhecida por seu trabalho em séries de televisão como Ally McBeal, Melrose Place, According to Jim e Two and a Half Men.

## Carreira
| Ano       | Título original                           | Título em português                    | Papel                                    | Obs                                                   |
| --------- | ----------------------------------------- | -------------------------------------- | ---------------------------------------- | ----------------------------------------------------- |
| 1986      | Welcome to 18                             |                                        | Lindsey                                  |                                                       |
| 1986      | Lucas                                     |                                        | Alise                                    |                                                       |
| 1986      | Fast Times                                |                                        | Stacey Hamilton                          | 7 episódios                                           |
| 1986      | The Thanksgiving Promise                  |                                        | Sheryl                                   | Filme para a TV                                       |
| 1987      | Revenge of the Nerds 2: Nerds in Paradise | br: Os Nerds Saem de Férias            | Sunny Carstairs                          |                                                       |
| 1987      | Summer School                             | br: Curso de Verão pt: Escola de Verão | Pam House                                |                                                       |
| 1987      | Growing Pains                             |                                        | Estudante da aula de fotografia          | Episódio: "Nude Photos"                               |
| 1988-1989 | Day By Day                                |                                        | Kristin Carlson                          | Personagem regular na série                           |
| 1990      | Anything But Love                         |                                        |                                          | Episódio: "All About Allison"                         |
| 1990      | L.A. Law                                  |                                        | Kimberly Dugan                           | 6 episódios                                           |
| 1990      | Side Out                                  |                                        | Samantha                                 |                                                       |
| 1991      | Fist Fight                                |                                        |                                          |                                                       |
| 1992      | Jack's Place                              |                                        | Kim Logan                                | Episódio: "Everything Old is New Again"               |
| 1992      | Grapevine                                 |                                        | Lisa                                     | Episódio: "The Lisa and Bill Story"                   |
| 1992-1997 | Melrose Place                             |                                        | Allison Parker                           | Personagem regular da série                           |
| 1994      | Breach of Conduct                         |                                        | Helen Lutz                               | Filme para a TV                                       |
| 1995      | Whisper of the Heart                      |                                        | Shiho Tsukishima                         | voz                                                   |
| 1995      | Beauty's Revenge                          |                                        | Cheryl Ann Davis                         | Filme para a TV Título alternativo: Midwest Obsession |
| 1996      | Partners                                  |                                        | Danielle                                 | Episódio: "The Year of Bob?"                          |
| 1997      | Duckman: Private Dick/Family Man          |                                        | Courtney Thorne-Smith (como ela própria) | Série de TV (episódio: "Bonfire of the Panties")      |
| 1997      | The Lovemaster                            |                                        | Deb                                      |                                                       |
| 1997-2002 | Ally McBeal                               |                                        | Georgia Thomas                           | Personagem regular da série                           |
| 1998      | Chairman of the Board                     |                                        | Natalie Stockwell                        |                                                       |
| 1999      | Partners                                  |                                        | Gina Darrin                              | Episódio: "Always..."                                 |
| 1999      | Ally                                      |                                        | Georgie Thomas                           | 12 episódios                                          |
| 2000      | Norm                                      |                                        | Rebecca                                  | Episódio: "Norm and the Hopeless Cause"               |
| 2001-2009 | According to Jim                          |                                        | Cheryl                                   | Personagem regular da série                           |
| 2005      | Batman: New Times                         |                                        | Mulher-Gato                              | voz                                                   |
| 2009      | Sorority Wars                             |                                        | Lutie                                    | Filme para a TV                                       |
| 2010-2015 | Two and a Half Men                        | br/pt: Dois Homens e Meio              | Lindsey McElroy                          | Papel recorrente (7ª-12ª temporadas)                  |